# Podocin
Podocin ist ein Protein, das vom Gen NPHS2 kodiert wird. Es spielt eine Rolle bei der Regulierung der glomerulären Permeabilität (Permeabilität der Niere), weil es wahrscheinlich als Verbindungsprotein zwischen Plasmamembran und Zytoskelett fungiert. Dazu verfügt es wohl über eine transmembrane Domäne und über einen C-Terminus, der in das Zytoplasma hineinragt. Diese Abschnitte des Proteins sind größtenteils homolog mit den entsprechenden Abschnitten von Stomatin, mit dem Podocin die größte Homologie aufweist.
Mutationen in diesem Gen führen zum Steriod-resistentem nephrotischen Syndrom (englisch Steroid Resistant Nephrotic Syndrome, SRNS). Erstmals entdeckt wurde Podocin im Jahr 2000 im Zuge von Untersuchungen mit dem Ziel das kausale Gen für Steroid-resistente nephrotisches Syndrom zu finden. Es wird ausschließlich in Podozyten exprimiert.
Für eine Therapie mit Hilfe viraler Vektoren kämen gentechnisch veränderte Baculoviren (BV) in Frage. Denn das Kapsid der bekannten derart als Genfähren genutzten  Lentiviren (LV), (humanen) Adenoviren (AV bzw. hAdV) und Adeno-assoziierten Viren (AAV) ist für die hier nötige Fracht zu klein.